# Corridor (Via Rail)
| |                      |                  |                  |
| Spurweite: | 1435 mm (Normalspur) |                  |                  |
| |                      |                  |                  |
| \| \| \| Windsor \| \| \| \| \| Chatham \| \| \| \| \| Sarnia \| \| \| \| \| Wyoming \| \| \| \| \| Glencoe \| \| \| \| \| Strathroy \| \| \| \| \| \| \| \| \| \| London \| \| \| \| \| \| \| \| \| \| St. Marys \| \| \| \| \| Ingersoll \| \| \| \| \| Stratford \| \| \| \| \| Woodstock \| \| \| \| \| Brantford \| \| \| \| \| Kitchener \| \| \| \| \| Niagara Falls \| \| \| \| \| St. Catharines \| \| \| \| \| Grimsby \| \| \| \| \| Guelph \| \| \| \| \| Aldershot \| \| \| \| \| Georgetown \| \| \| \| \| Oakville \| \| \| \| \| Brampton \| \| \| \| \| \| \| \| \| \| Toronto \| \| \| \| \| Guildwood \| \| \| \| \| Oshawa \| \| \| \| \| Port Hope \| \| \| \| \| Cobourg \| \| \| \| \| Trenton Junction \| \| \| \| \| Belleville \| \| \| \| \| Napanee \| \| \| \| \| Kingston \| \| \| \| \| Gananoque \| \| \| \| \| Brockville \| \| \| \| \| \| \| \| \| \| Smiths Falls \| \| \| \| \| Fallowfield \| \| \| \| \| Ottawa \| \| \| \| \| Casselman \| \| \| \| \| Cornwall \| \| \| \| \| Alexandria \| \| \| \| \| \| \| \| \| \| Coteau \| \| \| \| \| Dorval \| \| \| \| \| Montréal \| \| \| \| \| St-Lambert \| \| \| \| \| St-Hyacinthe \| \| \| \| \| Drummondville \| \| \| \| \| Charny \| \| \| \| \| Sainte-Foy \| \| \| \| \| Québec \| \| |                      |                  |                  |
| Kopfbahnhof Streckenanfang |                      | Windsor          | Windsor          |
| Bahnhof |                      | Chatham          | Chatham          |
| Strecke · Kopfbahnhof Streckenanfang |                      | Sarnia           | Sarnia           |
| Strecke · Bahnhof |                      | Wyoming          | Wyoming          |
| Bahnhof · Strecke |                      | Glencoe          | Glencoe          |
| Strecke · Bahnhof |                      | Strathroy        | Strathroy        |
| Verschwenkung von links und von rechts |                      |                  |                  |
| Bahnhof |                      | London           | London           |
| Verschwenkung nach links und nach rechts |                      |                  |                  |
| Strecke · Bahnhof |                      | St. Marys        | St. Marys        |
| Bahnhof · Strecke |                      | Ingersoll        | Ingersoll        |
| Strecke · Bahnhof |                      | Stratford        | Stratford        |
| Bahnhof · Strecke |                      | Woodstock        | Woodstock        |
| Bahnhof · Strecke |                      | Brantford        | Brantford        |
| Strecke · Bahnhof |                      | Kitchener        | Kitchener        |
| Kopfbahnhof Streckenanfang · Strecke · Strecke |                      | Niagara Falls    | Niagara Falls    |
| Bahnhof · Strecke · Strecke |                      | St. Catharines   | St. Catharines   |
| Bahnhof · Strecke · Strecke |                      | Grimsby          | Grimsby          |
| Strecke nach links · Abzweig geradeaus und von rechts · Bahnhof |                      | Guelph           | Guelph           |
| Bahnhof · Strecke |                      | Aldershot        | Aldershot        |
| Strecke · Bahnhof |                      | Georgetown       | Georgetown       |
| Bahnhof · Strecke |                      | Oakville         | Oakville         |
| Strecke · Bahnhof |                      | Brampton         | Brampton         |
| Verschwenkung von links und von rechts |                      |                  |                  |
| Bahnhof |                      | Toronto          | Toronto          |
| Bahnhof |                      | Guildwood        | Guildwood        |
| Bahnhof |                      | Oshawa           | Oshawa           |
| Bahnhof |                      | Port Hope        | Port Hope        |
| Bahnhof |                      | Cobourg          | Cobourg          |
| Bahnhof |                      | Trenton Junction | Trenton Junction |
| Bahnhof |                      | Belleville       | Belleville       |
| Bahnhof |                      | Napanee          | Napanee          |
| Bahnhof |                      | Kingston         | Kingston         |
| Bahnhof |                      | Gananoque        | Gananoque        |
| Bahnhof |                      | Brockville       | Brockville       |
| Verschwenkung nach links und nach rechts |                      |                  |                  |
| Strecke · Bahnhof |                      | Smiths Falls     | Smiths Falls     |
| Strecke · Bahnhof |                      | Fallowfield      | Fallowfield      |
| Strecke · Bahnhof |                      | Ottawa           | Ottawa           |
| Strecke · Bahnhof |                      | Casselman        | Casselman        |
| Bahnhof · Strecke |                      | Cornwall         | Cornwall         |
| Strecke · Bahnhof |                      | Alexandria       | Alexandria       |
| Verschwenkung von links und von rechts |                      |                  |                  |
| Bahnhof |                      | Coteau           | Coteau           |
| Bahnhof |                      | Dorval           | Dorval           |
| Bahnhof |                      | Montréal         | Montréal         |
| Bahnhof |                      | St-Lambert       | St-Lambert       |
| Bahnhof |                      | St-Hyacinthe     | St-Hyacinthe     |
| Bahnhof |                      | Drummondville    | Drummondville    |
| Bahnhof |                      | Charny           | Charny           |
| Bahnhof |                      | Sainte-Foy       | Sainte-Foy       |
| Kopfbahnhof Streckenende |                      | Québec           | Québec           |

Als Corridor (deutsch Korridor) wird eine Gruppe von zusammenhängenden Bahnstrecken im Québec-Windsor-Korridor in den kanadischen Provinzen Ontario und Québec bezeichnet, die sich über mehr als 1000 km zwischen Windsor bzw. Sarnia und Québec-Stadt erstrecken und dabei u. a. sechs der zehn größten Metropolregionen Kanadas verbinden.

## Eigentum und Betrieb

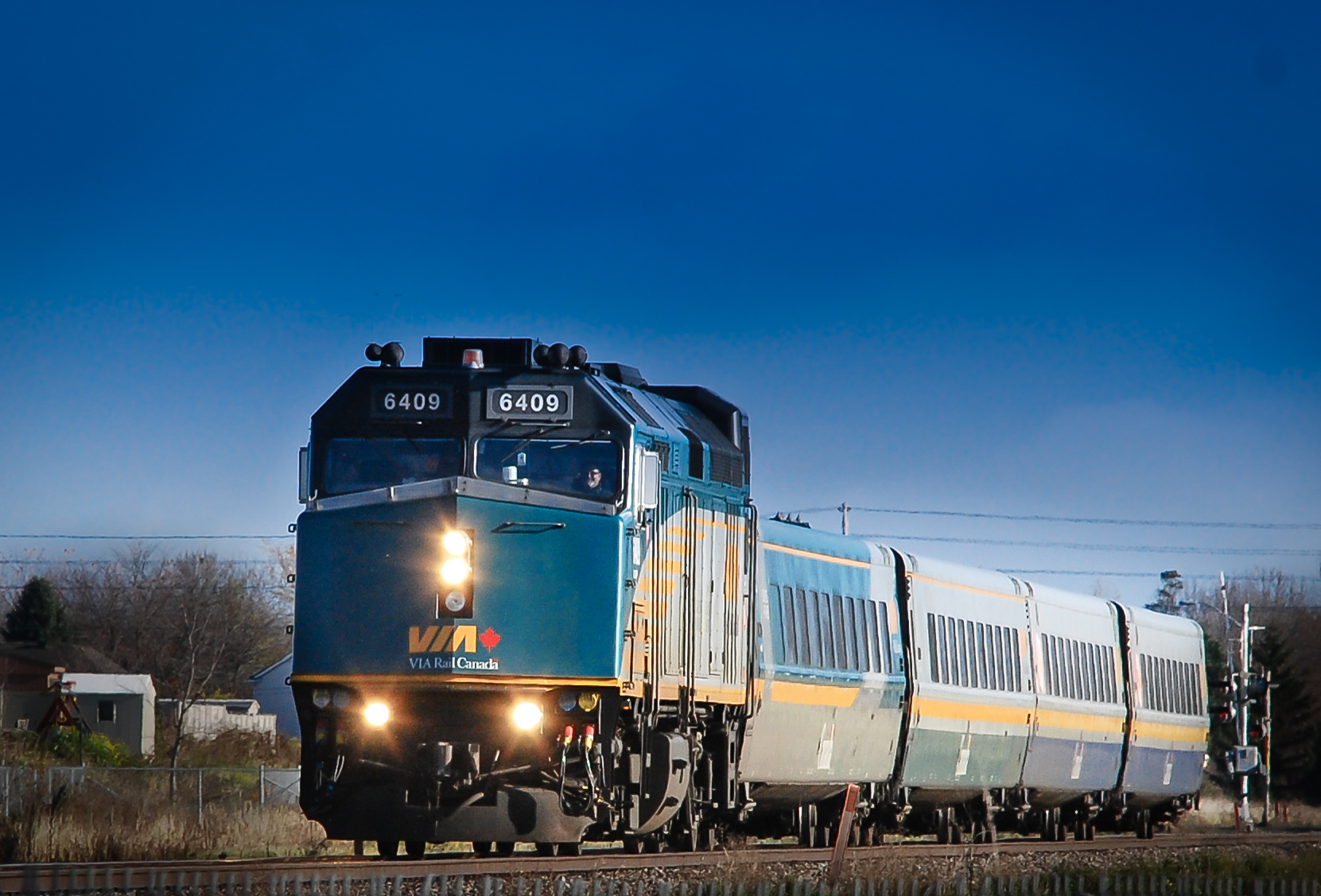
Ein Korridor-Zug zwischen Ottawa und Kingston

Die einzelnen Strecken sind im Eigentum verschiedener Bahngesellschaften. Der größte Teil gehört der Canadian National Railway (CN), weitere Abschnitte sind im Besitz der Genesee and Wyoming, Metrolinx und Via Rail. Sie werden jedoch im Schienenpersonenfernverkehr ausschließlich von Via Rail benutzt. Parallel werden jedoch auch viele Streckenabschnitte für den Güterverkehr ihrer jeweiligen Eigentümer genutzt. Teile der Strecken werden auch von Nahverkehrszügen von exo und GO Transit genutzt.
Via Rail betreibt auf dem Korridor verschiedene Intercity-Verbindungen, die einen Großteil des gesamten Via-Rail-Zugangebots ausmachen. Es existiert jedoch kein Direktzug, der beide Enden des Korridors miteinander verbindet. Die längste Einzelverbindung geht von Montreal über Kingston und Toronto nach Aldershot und wird von einem Zugpaar werktäglich bedient. Die einzelnen Verbindungen sind auch nicht getaktet und nur mit Einschränkungen untereinander verknüpft.
| Von           | Nach     | Verbindungen werktags | Verbindungen am Wochenende |
| ------------- | -------- | --------------------- | -------------------------- |
| Montreal      | Québec   | 5                     | 3                          |
| Ottawa        | Québec   | 1                     | 0                          |
| Ottawa        | Montreal | 6                     | 4                          |
| Kingston      | Montreal | 9                     | 6                          |
| Kingston      | Ottawa   | 8                     | 5                          |
| Toronto       | Montreal | 9                     | 6                          |
| Toronto       | Ottawa   | 8                     | 5                          |
| Toronto       | Kingston | 12                    | 9                          |
| Niagara Falls | Toronto  | 1                     | 1                          |
| London        | Toronto  | 7                     | 6                          |
| Sarnia        | Toronto  | 1                     | 1                          |
| Windsor       | Toronto  | 4                     | 1                          |

Zusätzlich benutzen einige Touristikzüge der Via Rail Teile des Korridors. So nutzt der Canadian ein kurzes Teilstück des Streckenastes zwischen Toronto und Georgetown und der Ocean nutzt die Strecke zwischen Montreal und Sainte-Foy. Amtrak nutzt die Strecke zwischen Niagara Falls und Toronto mit ihrem Maple Leaf, sowie das Stück zwischen Montreal und Saint-Lambert mit dem Andirondack (jeweils von New York Pennsylvania Station aus).

## Streckenverlauf

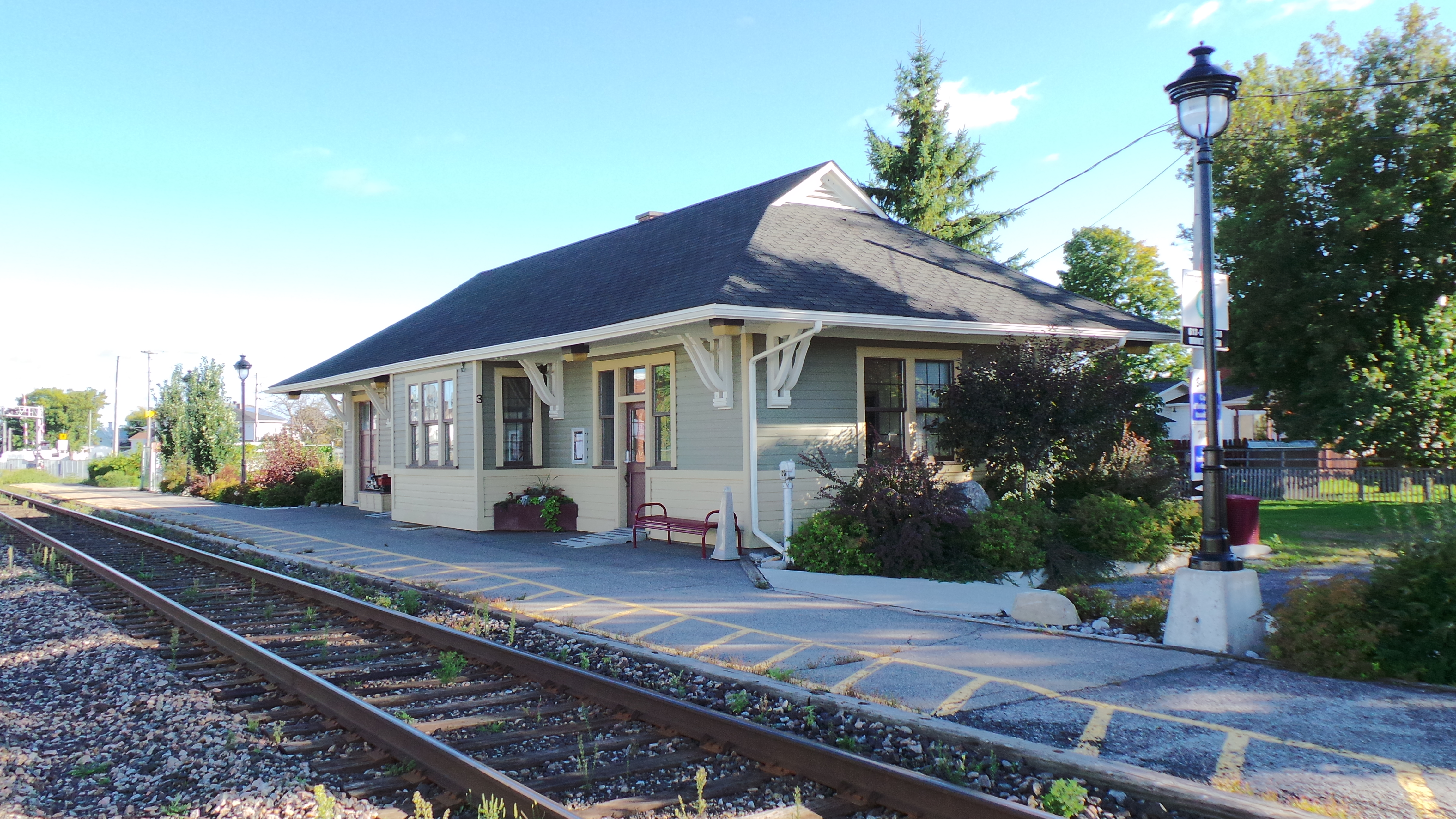
Bahnhof Casselman

Die Strecke teilt sich an mehreren Stellen in verschiedene Äste auf. Sie beginnt in Windsor bzw. Sarnia an der Grenze zu den Vereinigten Staaten. Die beiden Äste laufen in London zusammen, trennen sich jedoch danach wieder auf um auf zwei Routen durch das Golden Horseshoe auf Toronto zuzulaufen. Der nördliche Ast läuft auf der Strecke der Goderich-Exeter Railway über Stratford, Kitchener und Guelph. Der südliche Ast verläuft auf einer Strecke der CN und nimmt bei Aldershot nahe Hamilton zusätzlich den Abzweig von Niagara Falls (ebenfalls eine CN-Strecke) auf. Die Strecke zwischen Oakville und Pickering gehört inzwischen Metrolinx. Zwischen Toronto Union Station und Brockville verläuft die vereinigte Linie über weite Strecken auf der ehemaligen GTR-Stammstrecke am Nordufer des Ontariosees entlang, bevor sie sich erneut aufteilt. Ein Ast verläuft über die Via-Strecken Brockville Subdivision, Smiths Falls Subdivision und Beachburg Subdivision zur ca. 100 km nördlich liegenden Bundeshauptstadt Ottawa, während der andere Ast auf direkterem Wege am Sankt-Lorenz-Strom entlang auf der alten GTR-Strecke nach Montreal verläuft. Zwischen Ottawa und Montreal wird teilweise die ansonsten weitgehend stillgelegte Bahnstrecke Ottawa–East Alburgh (heute als Alexandria Subdivison bezeichnet) benutzt. Von Montreal verläuft die Strecke über Drummondville durch den Süden der Provinz Québec und endet nach einer erneuten Überquerung des Sankt-Lorenz-Strom auf der Québec-Brücke in dessen gleichnamiger Hauptstadt.
Der überwiegende Teil der Strecken verläuft eingleisig und ist nicht elektrifiziert, so dass alle Via-Rail-Züge von Diesellokomotiven gezogen werden.

## Geschichte
Die Strecken des Corridors zählen zu den ältesten Eisenbahnstrecken Kanadas und wurden früher durch ihre jeweiligen Eigentümer für den Personenverkehr genutzt. Mit der Übernahme des gesamten Schienenpersonenfernverkehrs durch Via Rail wurde das Bahnnetz neu strukturiert und der Corridor geschaffen. Dabei blieben die meisten Strecken im Eigentum der jeweiligen Gütereisenbahnen und es wurden Trassenrechte von Via Rail gemietet. Da dieses Prinzip jedoch die Zuverlässigkeit der Personenzüge beeinträchtigt, begann Via Rail einige Strecken aufzukaufen.
In den 1980er und 1990er Jahren wurde mit den Bombardier-LRC-Zügen Neigetechnik genutzt um, die Reisegeschwindigkeiten zu erhöhen. Da dies aus Kapazitätsgründen jedoch nur mäßig erfolgreich war, wurden die Loks bald ausgemustert. Die LRC-Wagen werden jedoch, bei deaktivierter Neigetechnik, bis heute im Korridorverkehr eingesetzt.
In den jüngeren Jahren kaufte Via Rail weitere Streckenabschnitte zu, um die Zuverlässigkeit der Zugverbindungen zu erhöhen. Seit 2015 nutzt Via Rail im Korridor damit keine Canadian Pacific-Gleise mehr.

## Wirtschaftliche Aspekte
Ähnlich wie beim Nordostkorridor der US-Bahngesellschaft Amtrak werden auch hier mehr als drei Viertel der Erlöse der Via Rail im Korridorverkehr erzielt. Wie die meisten Bahnpassagierverkehre in Nordamerika, sind jedoch auch die Passagiereinnahmen im Korridor nicht kostendeckend und werden daher durch den Fiskus subventioniert. Im Vergleich zu den anderen Zugangeboten der Via Rail, sind diese Subventionen jedoch vergleichsweise gering.

## Zukünftige Entwicklung
Um die Fahrzeiten um 25 Prozent zu verkürzen, die Zuverlässigkeit um 95 Prozent zu verbessern sowie um die Kapazitäten zu erhöhen, ist im Rahmen des High Frequency Rail-Projekts (kurz HFR) der Bau zusätzlicher Strecken sowie der Ausbau bestehender Strecken vorgesehen, die für Höchstgeschwindigkeiten bis zu 200 km/h ausgelegt sind. Es ist vorgesehen, mindestens 90 Prozent der Strecken zu elektrifizieren, wobei eine vollständige Elektrifizierung von der Bereitschaft der Gütergesellschaften, die Elektrifizierung der gemeinsam genutzten Abschnitte zuzulassen, abhängig ist. Als Rollmaterial sind Wagen vom Typ Venture des Herstellers Siemens vorgesehen, welche derzeit gemeinsam mit Diesellokomotiven vom Typ Charger auf den Corridor eingesetzt werden, wobei für das Projekt eine zusätzliche Option, welche mit Elektrolokomotiven oder Zweikraftlokomotiven ausgeliefert werden soll, besteht. Im März 2022 wurde der Bau der Strecken ausgeschrieben, wobei das Ausschreibungsverfahren bis Anfang 2024 andauern soll. Am 28. Oktober 2024 wurde beschlossen, die Pläne dahingehend zu ändern, dass die Strecke als vollständig elektrifizierte Schnellfahrstrecke zwischen Québec-Stadt und Toronto mit einer Höchstgeschwindigkeit von 300 km/h realisiert werden soll, wobei das Ende des Ausschreibungsverfahren um einige Monate nach hinten verschoben wurde. Am 19. Februar 2025 wurde bekanntgegeben, dass das Konsortium Cadence, bestehend aus der CDPQ, Systra, Keolis, Atkins Realis, Air Canada und der SNCF, die Ausschreibung für die Durchführung des Projektes, welches in Zununft unter der Bezeichnung Alto geführt werden wird, gewonnen hat, wobei die Unterzeichnung des entsprechenden Vertrages noch nicht erfolgt ist.